# Самусь Микола Данилович
Саму́сь Мико́ла Дани́лович (псевдоніми — М., Микола, Микола С., М. С., Микус, Мусь, Емес; 19 квітня (2 травня) 1904, м. Кролевець Чернігівська губернія, Російська імперія — ?) — український письменник і літературознавець.

## Біографія
Закінчив Чернігівський інститут народної освіти в 1926 році. У травні 1927 року переїхав до Харкова, де працював спершу секретарем журналу «Плужанин» (згодом — «Плуг»), а далі працював секретарем у журналі «Самоосвіта» (1928).
Належав до Спілки селянських письменників «Плуг» з 1924. Друкував нариси, замітки, статті в газетах «Геть неписьменність», «Комсомолець України», «Комуніст», «Наймит», «Народній учитель», «Робітнича газета „Пролетар“», «Червона Армія» (усі — Харків), «Красное знамя», «Робітничий шлях», «Селянська газета», «Червоний стяг» (усі — Чернігів), «Червоне село» (Полтава), журналах «Всесвіт», «Гарт», «Знання», «Культробітник», «Молодняк», «Нова громада», «Плуг», «Плужанин», «Робітничий журнал», «Самоосвіта», «Селянка України», «Службовець», «Червоний шлях» (усі — Харків), «Селянське життя» (Чернігів), збірнику «Религия и наука» (Чернігів). Під час Другої світової війни емігрував на Захід. Американська газета «Свобода» (1950, № 255) опублікувала його спогади про літературне життя 1920–30-х років.

## Видання
Окремі видання:
- Самусь Микола. Троє… Василь Чумак, Андрій Заливчий, Гнат Михайличенко : критико-біографічні нотатки. — Х. : Книгоспілка, 1928. — 53, [3] с. — (Критика й теорія літератури / за ред. В. Юринця).
- Самусь Микола. Літературний гурток. — Х. : Молодий більшовик, 1931. — 119 с.

У співавторстві:
- Самусь М., Соколов Д. Методична розробка курсу української літератури. — Окр. дод. до журн. «Самоосвіта»: 1928. — № 10; 1929. — № 9.
- Пилипенко Юрко, Самусь Микола. На засів. Збірка художніх матеріалів / за заг. ред. В. Васютинського. — Х., К. : ДВУ, 1930. — 128 с.
- П'ять за чотири: Робоча книжка з мови та суспільствознавства для міських політосвітніх шкіл І ступеня / Ю. Пилипенко, М. Самусь, Л. Якимчук; Наркомосвіти УСРР. — Х. : ДВОУ, Радянська школа, 1930. — 372 с.